# John Lomax

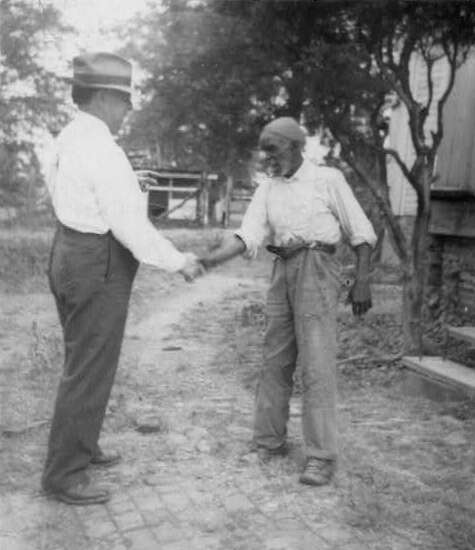
John Lomax (po lewej), 1940

John Avery Lomax (ur. 23 września 1867 w Goodman, zm. 26 stycznia 1948) – amerykański muzykolog, pionier muzykologii i folklorystyki w USA.

## Życiorys

### Młodość i wykształcenie
Urodził się w Goodman w stanie Missisipi jako syn Jamesa Avery’ego i Susan Frances (Cooper), jednak wychował w środkowym Teksasie na północ od Meridian w wiejskim rejonie powiatu (hrabstwa) Bosque.
Po ukończeniu wiejskich szkół przez rok studiował na Granbury College i następnie przez 6 lat wykładał w Weatherford College. W 1895 r. rozpoczął studia na Uniwersytecie Teksańskim w Austin na wydziale literatury angielskiej. Jego zainteresowanie piosenkami kowbojskimi zostało wyśmiane przez profesora, który uważał je za zupełnie bezwartościowe. W 1897 r. otrzymał tytuł magistra.

### Praca zawodowa
Po ukończeniu studiów pracował jako urzędnik w administracji uniwersytetu, kierownik Brackenridge Hall (dormitorium studenckim) i osobisty sekretarz prezydenta uniwersytetu.
W 1903 r. zaakceptował propozycję nauczania języka angielskiego na Texas Agricultural & Mechanical College, gdzie przeniósł się z całą rodziną.
W 1907 r. rozpoczął kolejne studia, tym razem na Harvardzie, u takich profesorów jak Barrett Wendell i George Lyman Kittredge, którzy zachęcili go do badań nad piosenkami kowbojskimi. W następnym roku powrócił na Texas A & M College jako magister sztuki i kontynuował tam nauczanie.
Złożył podanie i otrzymał grant na badania i zbieranie kowbojskich piosenek. Efektem jego ówczesnej działalności była bardzo dobrze przyjęta praca Cowboy Songs and Other Frontier Ballads (Piosenki kowbojskie i inne kresowe ballady) wydana w 1910 r. O wadze tego dzieła świadczy m.in. to, że wstęp do niego napisał prezydent Theodore Roosevelt.

### Texas Folklore Society
Mniej więcej w tym samym czasie Lomax i prof. Leonidas Payne z Uniwersytetu Teksańskiego w Austin założyli Texas Foklore Society (Teksańskie Towarzystwo Folklorystyczne), które następnie stało się oddziałem American Folklore Society. Prezesem stowarzyszenia został Payne, a Lomax sekretarzem. Już w kwietniu 1910 r. Towarzystwo liczyło 92 członków. Znanymi postaciami byli Stith Thompson i J. Frank Dobie.
W 1910 r. Lomax zaakceptował administracyjną pracę na Uniwersytecie Teksańskim. Jednak po 7 latach pracy na skutek zatargu pomiędzy prezydentem uniwersytetu i gubernatorem stanu, Lomax wraz z innymi osobami został zwolniony. Przeniósł się wówczas do Chicago i rozpoczął pracę w bankach, która skończyła się wraz z kryzysem w 1932 r.

### Archive of American Folk Songs
W 1931 r. zmarła żona Lomaxa Bess Brown pozostawiając go z czwórką dzieci. Aby podnieść Lomaxa z całkowitej depresji po śmierci żony, najstarszy syn John junior zachęcił go do rozpoczęcia serii wykładów na wyjazdach. W tych podróżach towarzyszył mu John a później także Alan.
W czerwcu 1932 r. Lomax zaproponował firmie wydawniczej Macmillan Publishers całkowicie ekskluzywną antologię amerykańskich ballad i piosenek folkowych. Propozycja została przyjęta i Lomaxowie udali się do waszyngtońskiego Archive of American Folk Song
Archiwum posiadało już wtedy pewną liczbę komercyjnych nagrań fonograficznych i polowych nagrań na wałkach woskowych, zebraną pod kierownictwem Roberta Winslowa Gordona (szefa Archiwum) i Carla Engela (kierownika Oddziału Muzyki). Gordon stworzył także przenośne urządzenie do nagrywania płyt. Zgodnie z umową między nimi a Lomaxem ich zadaniem było zapewnić Lomaxowi wszelki sprzęt do nagrań, a zadaniem Lomaxa było jeżdżenie po kraju i dokonywanie nagrań dla Archiwum. Związek Lomaxa z Archiwum trwał przez 10 lat. Do prac pomocniczych włączyła się także poślubiona w 1934 r. druga jego żona Ruby Terrill.

### Nagrania terenowe
Dzięki grantowi z American Council of Learned Societes Lomax w czerwcu 1933 r. udał się na pierwszą ekspedycję nagraniową z Alanem (wtedy 18-letnim). Odwiedzali przede wszystkim farmy więzienne nagrywając pieśni pracy (ang. work songs), ballady i bluesy wykonywane przez więźniów. Dokonywali także nagrań w samych więzieniach, gdyż Lomax spodziewał się tam natrafić na najczystsze, nieskażone nowoczesnym światem przykłady izolowanej muzycznej kultury. Dokonywali oczywiście nagrań także w społecznościach pozawięziennych.
W lipcu 1933 r. Lomaxowie otrzymali najnowszy krzyk techniki nagraniowej, ważącą 315 funtów nagrywarkę acetatów. Została ona umieszczona na samochodzie marki ford.
W 1934 r. Lomax został mianowany Honorowym Konsultantem i Kuratorem Archiwum Amerykańskich Piosenek Folkowych. Zabezpieczył sobie także stałe granty z Carnegie Corporation i Fundacji Rockefellera, co pozwalało mu kontynuować nagrania terenowe.
W 1936 r. został mianowany narodowym redaktorem folkloru dla Federal Writer's Project. Zaczął także nagrywać wtedy i gromadzić ustne opowieści.
W 1938 r. zaprosił Jelly'ego Rolla Mortona do nagrania jego muzyki i wspomnień dla Biblioteki Kongresu. Sesje te zostały wydane w 2005 r. przez Rounder Records na 7 CD (9 godzin muzyki) oraz dodatkowym dyskiem z wywiadem przeprowadzonym przez Lomaxa i wspomnieniami Mortona.
Do końca swojego życia zachęcał wszystkich do studiowania folkloru jako żywego materiału, a nie tylko nostalgicznego reliktu dawnych czasów.
Jego plonem jest około 10 000 nagrań terenowych dokonanych dla Biblioteki Kongresu.

## Publikacje
- Cowboy Songs and Other Frontier Ballads. 1910
- American Ballads and Folksongs. 1934 (razem z Alanem Lomaxem)
- Our Singing Country. 1941
- Folk Song U.S.A. 1947

Biografia
- Adventures of Ballad Hunter. 1947 (Macmillan Publishers 1971)

## Seria Deep River of Songs –Rounder Records
- Louisiana – Catch That Train and Testify! Rounder. 1830
- Black Texicans – Balladeers and Songsters of the Texas Frontier. Rounder 1821
- Bahamas 1935 – Chanteys and Anthems from Andros and Cat Island. Rounder 1822
- Black Appalachia – String Bands, Songsters and Hoedowns. Rounder 1823
- Mississippi Saints & Sinners. Rounder 1824
- Mississippi – The Blues Lineage. Rounder 1825
- Big Brazos. Rounder 1826
- Virginia. Rounder 1827
- Georgia. Rounder 1828
- Alabama. Rounder 1829
- South Carolina – Got the Keys to the Kingdom. Rounder 1831
- Bahamas 1935 (volume 2) – Ring Games and Round Dances. Rounder 1832